# Косоплёткин, Роман Тимофеевич
Роман Тимофеевич Косоплёткин (28 сентября (10 октября) 1909 года, с. Знаменское, Обоянский уезд, Курская губерния, Российская империя, — 1978 год, г. Воронеж) — советский партийный деятель, первый секретарь Воронежского промышленного областного комитета КПСС (1963—64).

## Биография
В 1935 г. — окончил Воронежский химико-технологический институт, в 1949 г. — академию железнодорожного транспорта.
- 1936—1944 гг. — инспектор по техническому нормированию, начальник Планово-производственного бюро Россошанского отделения паровозного хозяйства (Юго-Восточная железная дорога),
- 1944—1947 гг. — заместитель заведующего Транспортным отделом, Отделом машиностроения и энергетики Воронежского областного комитета ВКП(б),
- 1947 г. — и. о. заведующего Промышленно-транспортным отделом Воронежского областного комитета ВКП(б),
- 1949—1950 гг. — главный инженер, заместитель начальника Юго-Восточной железной дороги,
- 1950—1952 гг. — заведующий Транспортным отделом Воронежского областного комитета ВКП(б),
- 1952—1959 гг. — заведующий Промышленно-транспортным отделом Воронежского областного комитета ВКП(б) — КПСС,
- 1959—1963 гг. — секретарь Воронежского областного комитета КПСС,
- 1963—1964 гг. — первый секретарь Воронежского промышленного областного комитета КПСС,
- 1964—1975 гг. — второй секретарь Воронежского областного комитета КПСС.

С 1975 г. — на пенсии.
Похоронен на Коминтерновском кладбище.
Член ВКП(б) – КПСС с 1939 г. Депутат Верховного Совета РСФСР 6-9 созыва.

## Награды и звания
Награждён тремя орденами Трудового Красного Знамени, двумя орденами «Знак Почёта».